# حسن نظری شاهرودی
حسن آقا نظری شاهرودی (متولد ۱۳۲۸) روحانی ایرانی و عضو جامعه مدرسین حوزه علمیه قم است.
او مدتی ریاست پژوهشگاه حوزه و دانشگاه را بر عهده داشت.
او برای انجام پژوهشی راجع به هزینه و درآمد دولت در اقتصاد اسلامی موفق به کسب جایزهٔ کتاب سال حوزه، اثر برتر اولین دوره جایزه اقتصاد اسلامی در پژوهشکده اقتصاد دانشگاه تربیت مدرس و پژوهش دینی برگزیده سال ۸۲ از طرف دبیرخانه دین پژوهان کشور شده‌است.